# Azote solide
L'azote solide est la forme solide de l'élément azote. Il s'obtient par refroidissement du diazote en dessous d'environ −210 °C, sous une atmosphère.

## Production
L'azote solide a été produit pour la première fois en 1884, par liquéfaction de l'hydrogène à l'aide de l'évaporation d'azote liquide et ensuite en utilisant l'hydrogène liquide pour geler l'azote.
De nos jours, il s'obtient industriellement en diminuant la pression de l'azote liquide bouillant (en équilibre avec sa vapeur saturante) par un pompage par le vide. Il sert principalement à former le mélange azote liquide-solide afin d'obtenir un fluide refroidissant plus efficace que l'azote liquide bouillant.

## Composition moléculaire
Sous pression faible ou modérée, l'azote solide est constitué de molécules de diazote maintenues ensemble par les forces de dispersion de London.

## Occurrence naturelle
Il s'agit d'un composant de surface important de Pluton et de certaines lunes du Système solaire comme Triton.

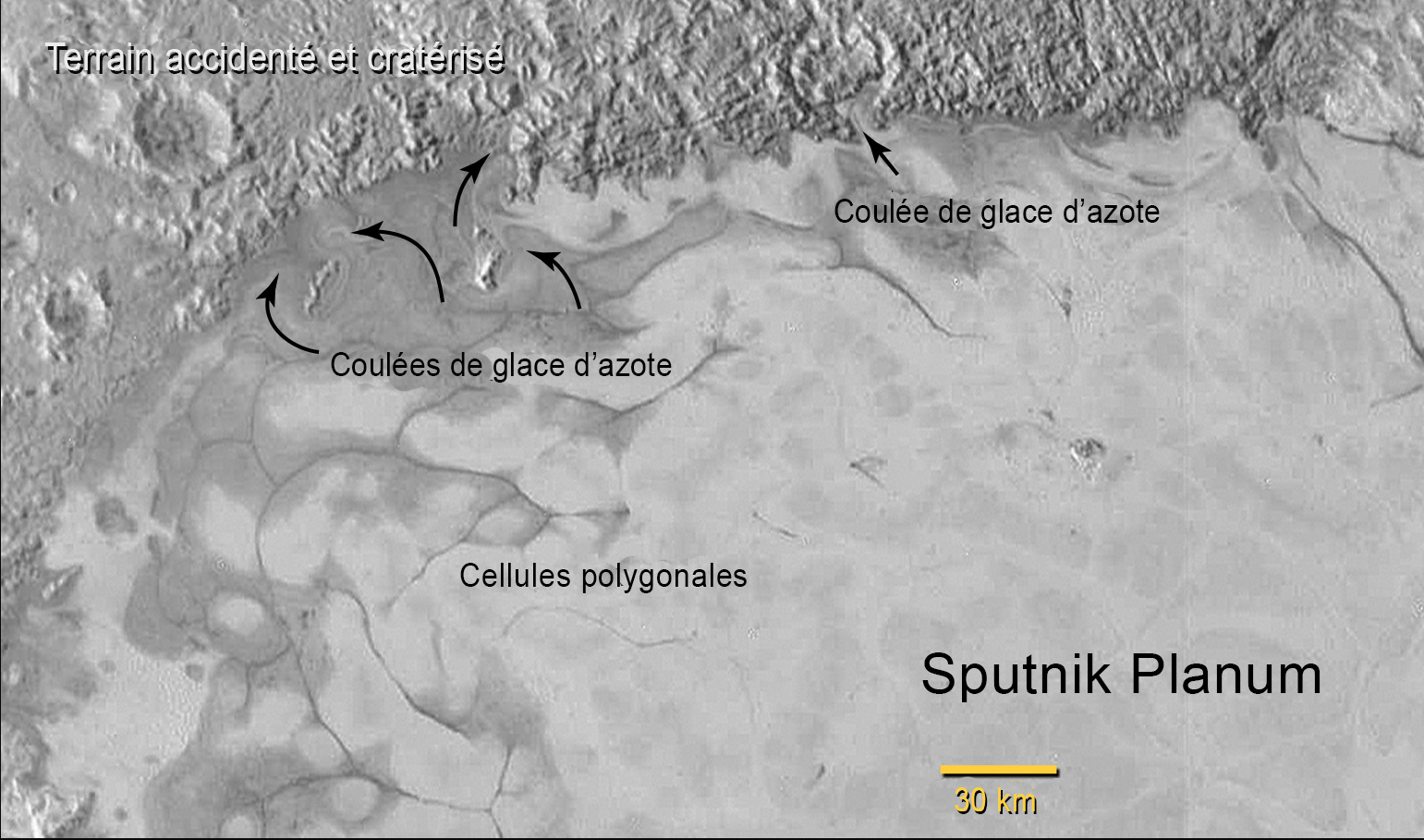
Photographie annotée de la plaine Spoutnik sur Pluton, montrant des coulées de glace d'azote.
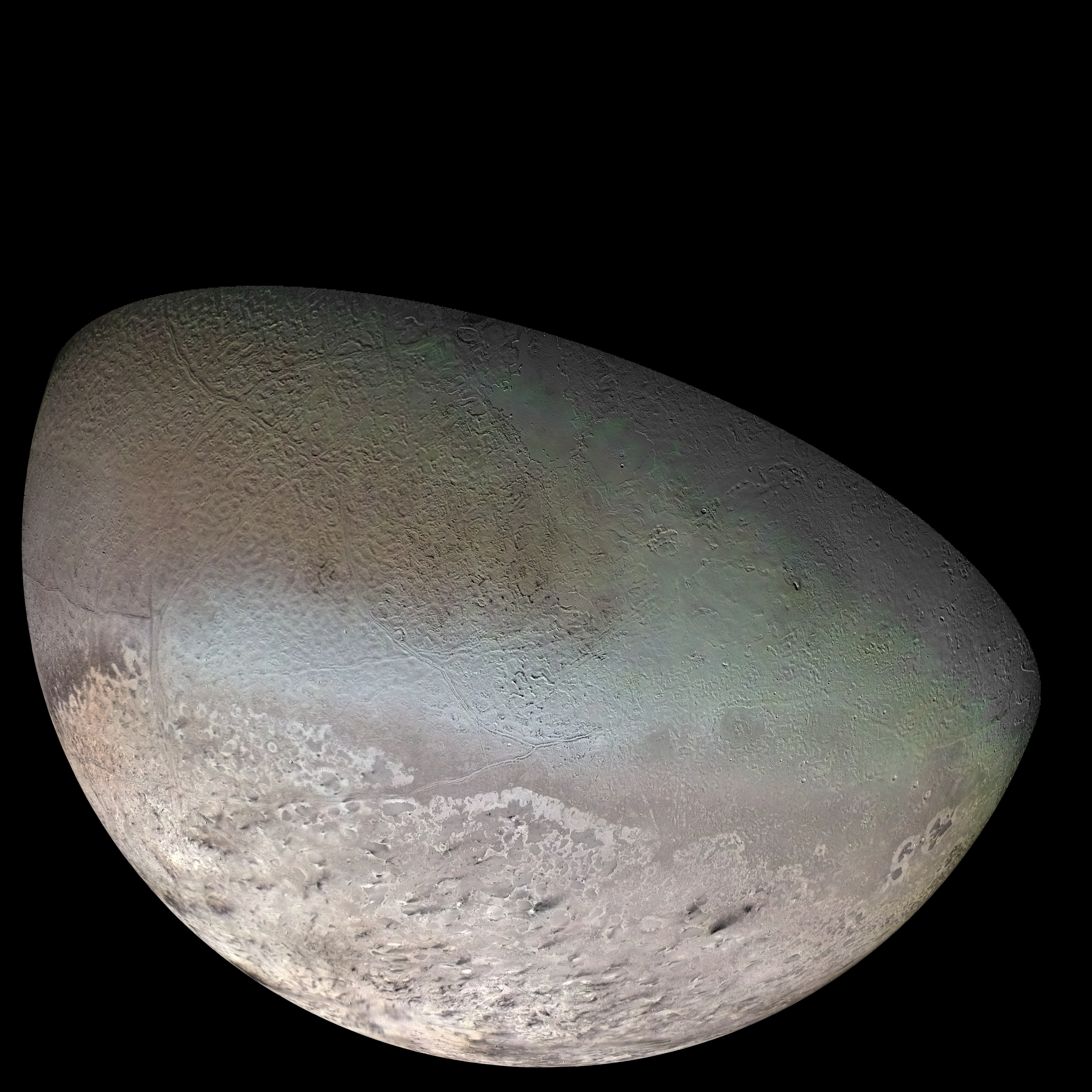
Une grande partie de la surface de Triton est couverte par la forme hexagonale de l'azote solide (la phase β), qui apparaît comme une bande vert-bleuâtre autour de l'équateur sur ce photomontage.

### Source
- (en) Cet article est partiellement ou en totalité issu de l’article de Wikipédia en anglais intitulé « Solid nitrogen » (voir la liste des auteurs).